# Coccoloba fluviatilis
Coccoloba fluviatilis är en slideväxtart som beskrevs av Cyrus Longworth Lundell. Coccoloba fluviatilis ingår i släktet Coccoloba och familjen slideväxter. Inga underarter finns listade i Catalogue of Life.